# Andreas Meschutar
Andreas Meschutar, slow. Mešutar Andrej, (* 17. November 1791 in Selo, Ljubljana, Krain; † 15. Dezember 1865 in Baden bei Wien), österreichischer Priester, Lehrer und Staatsbeamter, k.k. wirklicher Hofrat, Domscholaster und Ehrendomherr zu Triest, Titularpropst zu Ardagger (1836), Titularbischof von Sardika (1853), Sektionschef im Ministerium für Kultus und Unterricht bis zur Pensionierung 1860.

## Leben
Andreas Meschutar absolvierte das Gymnasium und die philosophischen Jahrgänge in Laibach und trat dann ebenda in das Seminar ein, um Theologie zu studieren. Nebenbei studierte er Französisch, so dass er 1812/13, als Illyrien französisch besetzt war, in der bischöflichen Kanzlei als Dolmetscher für die Verhandlungen mit den Franzosen angestellt wurde. 1814 wurde er zum Priester geweiht und im selben Jahr Religionslehrer an der Laibacher Normal-Hauptschule; 1817 wurde er deren Direktor und Professor für Katechetik und Pädagogik für die Theologen des 4. Jahrgangs, 1824 Domscholaster an der Kathedralkirche in Triest und Generalschulinspektor für die küstenländischen Diözesen, 1830 schließlich Gubernialrat und Studienreferent in Triest.
1835 Hofrat bei der vereinigten Hofkanzlei und Beisitzer der Studienhofkommission und in Justizgesetzsachen, wurde er im selben Jahr Sektionschef im Ministerium für Kultus und Unterricht. 1860 trat er in den Ruhestand. Seine Verdienste wurden durch mehrere Auszeichnungen anerkannt: 1836 Titularpropst zu Ardagger und 1853 Titularbischof von Sardika, ferner Ehrendoktorate mehrerer Universitäten.
Meschutar war ein Wohltäter der Armen und unterstützte regelmäßig mittellose Studenten aus seiner Heimat mit namhaften Geldbeträgen, so dass sich trotz seiner hohen Einkünfte und seiner asketischen Lebensweise nach seinem Tod kein nennenswerter Nachlass fand.